# Moissieu-sur-Dolon
Moissieu-sur-Dolon is een gemeente in het Franse departement Isère (regio Auvergne-Rhône-Alpes) en telt 625 inwoners (2004). De plaats maakt deel uit van het arrondissement Vienne.

## Geografie
De oppervlakte van Moissieu-sur-Dolon bedraagt 14,6 km², de bevolkingsdichtheid is 42,8 inwoners per km².
De onderstaande kaart toont de ligging van Moissieu-sur-Dolon met de belangrijkste infrastructuur en aangrenzende gemeenten.

## Demografie
Onderstaande figuur toont het verloop van het inwonertal (bron: INSEE-tellingen).